# Cuatro Esquinas (Argentina)
Cuatro Esquinas es una localidad argentina ubicada en el departamento Rosario, en el sur de la provincia de Santa Fe. Se encuentra en el cruce de las rutas provinciales 18 y 25, 4 km al este de Carmen del Sauce, de la cual depende administrativamente, y 35 km al sur de Rosario.
Fue fundada en 1871 por la provincia, y la Comisión de Fomento se creó en 1901. Perdió buena parte de su población con un desalojo de pequeños productores en 1968. Cuenta con una escuela pero de pocos alumnos, la mayoría se traslada a Acebal o a Uranga.

## Población
Cuenta con 174 habitantes (Indec, 2010), lo que representa un descenso del 1,7% frente a los 177 habitantes (Indec, 2001) del censo anterior.
| Gráfica de evolución demográfica de Cuatro Esquinas entre 1991 y 2010 |
|                                                                       |
| Fuente: Censos nacionales del INDEC                                   |

## Deportistas destacados de Cuatro Esquinas
Sebastian Diruscio,Piloto de TC